# Lagh de Calvaresc
Der Lagh de Calvaresc ist ein Bergsee im Calancatal im Kanton Graubünden in der Schweiz. Er liegt auf 2215 m ü. M., westlich der Bocchetta de Calvaresc auf dem Gebiet der Gemeinde Rossa. 
Der Calvaresc-See ist vor allem durch seine Form bekannt: Bei normalem Wasserstand gleicht der Bergsee von Westen gesehen einem Herz.
Der See liegt an der 2. Etappe der Route Nr. 712 „Sentiero Alpino Calanca“ von Wanderland Schweiz.